# Bhávnagar
Bhávnagar (gudžarátsky ભાવનગર) je město v Gudžarátu, jednom z indických svazových států. K roku 2011 v něm žilo bezmála šest set tisíc obyvatel. 

## Poloha
Bhávnagar leží ve východní části Káthijávárského poloostrova jen přibližně deset kilometrů západně od břehu Khambhátského zálivu.

## Dějiny
Bhávnagar byl založen v roce 1723.  V letech 1723–1948 byl hlavním městem stejnojmenného státu, jednoho z indických knížecích států.